# بزرگراه میان‌ایالتی ۳۹
بزرگراه میان ایالتی ۳۹ (به انگلیسی: Interstate-39، مخفف:I-39) یکی از بزرگراه‌های میان ایالتی آمریکاست؛ که مسیر شمالی-جنوبی داشته و زیرمجموعه ندارد.